# Drochówka za Rąbieżem
Drochówka za Rąbieżem – kolonia w Polsce położona w województwie mazowieckim, w powiecie płońskim, w gminie Naruszewo.